# Yamato Transport
Yamato Transport Co., Ltd. (jap. ヤマト運輸株式会社 Yamato Un’yu Kabushiki-gaisha) – jedna z największych firm kurierskich w Japonii. Firma często potocznie określana jako „Kuroneko” (黒ねこ, czarny kot).
Siedziba firmy mieści się w Ginzie w Tokio, została założona w 1919 roku przez Yasuomi Ogura w dzielnicy Kyōbashi. W 2005 roku firma została przekształcona w spółkę holdingową przez poprzedni podmiot prawny (obecnie Yamato Holdings Co., Ltd.).

## Historia
Firma została założona w 1919 roku pod nazwą Yamato jako firma transportowa z czterema ciężarówkami. W 1929 firma rozpoczęła świadczenie usług kurierskich na pełną skalę między Tokio a Jokohamą, stając się pierwszą japońską firmą spedycyjną. W 1949 roku Yamato wchodzi na giełdę w Tokio. W 1981 rozpoczęto obsługę międzynarodową. W 2005 roku firma „Yamato Transport” zmieniła nazwę na „Yamato Holdings Co., Ltd.” po przejściu na strukturę spółki holdingowej. W 2013 roku firma otwarła największy terminal logistyczny w Japonii. W 2015 roku podpisano oficjalną umowę partnerską z Komitetem Organizacyjnym Igrzysk Olimpijskich i Paraolimpijskich w Tokio.

## Logo
W 1957 roku słynne logo firmy przedstawiające matkę kotkę i jej kocię zostało zarejestrowane jako znak towarowy i jest używane do dziś.

## Galeria

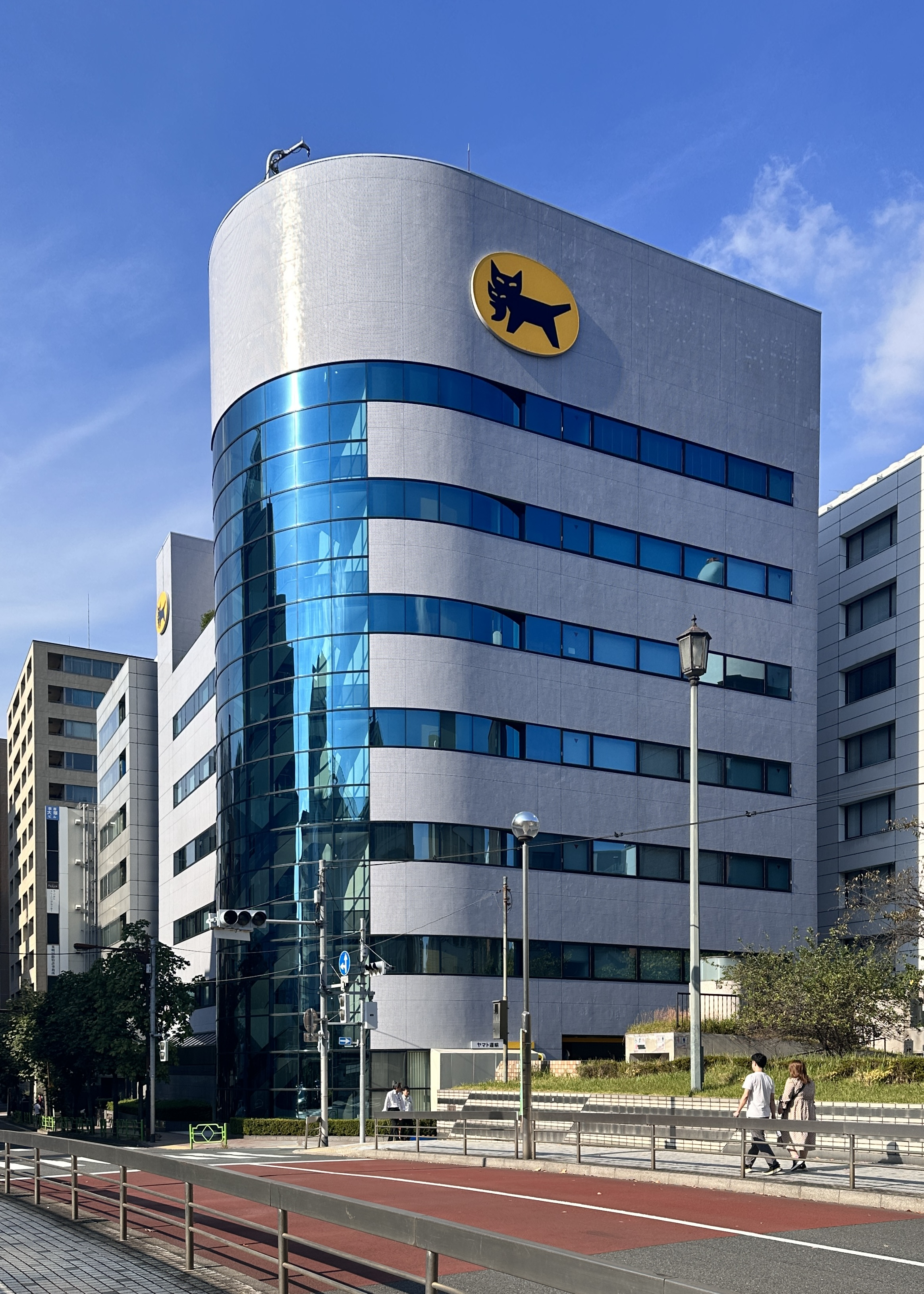
Siedziba firmy
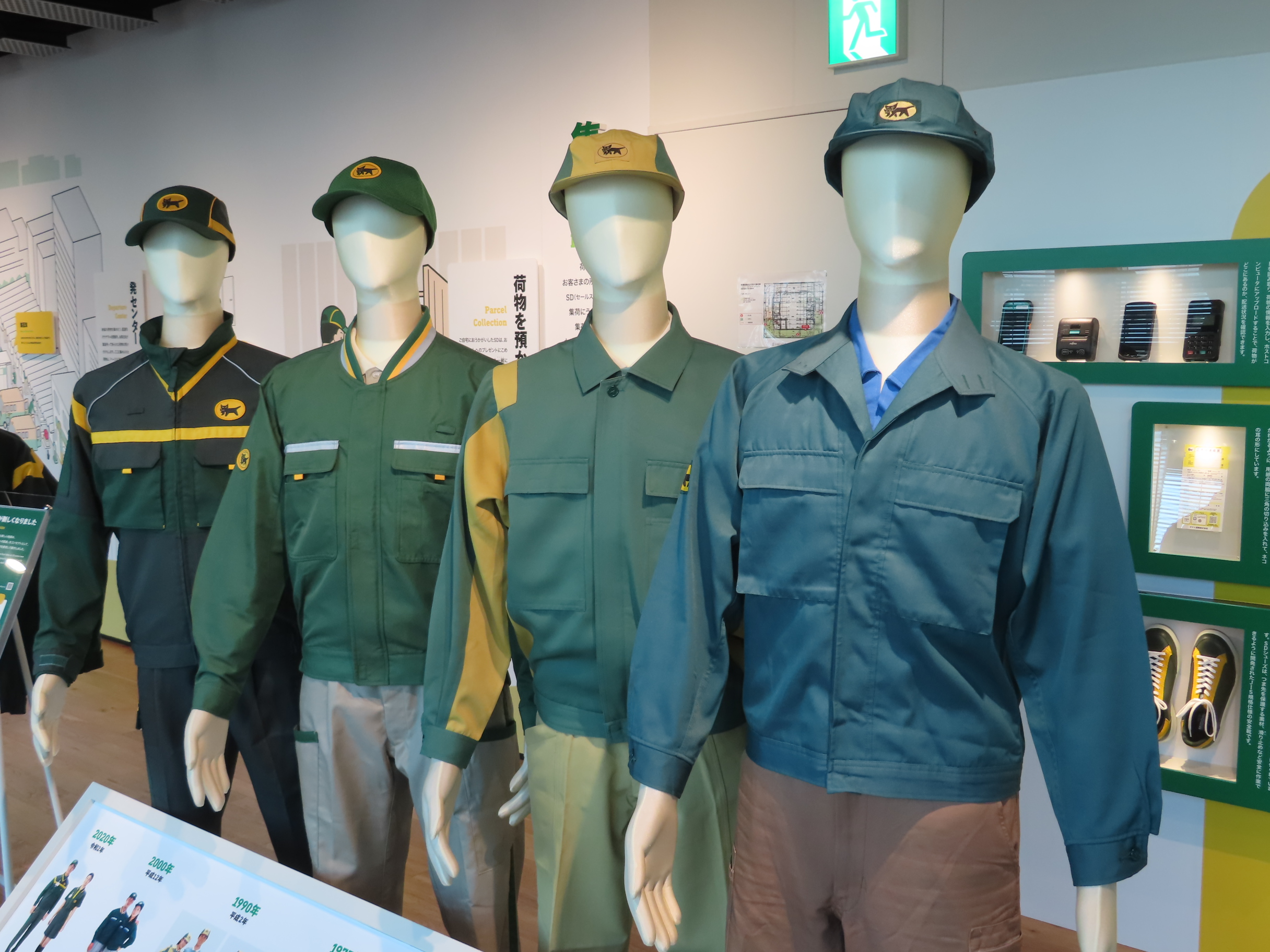
Uniformy wystawione w firmowym muzeum Kuronekoyamato
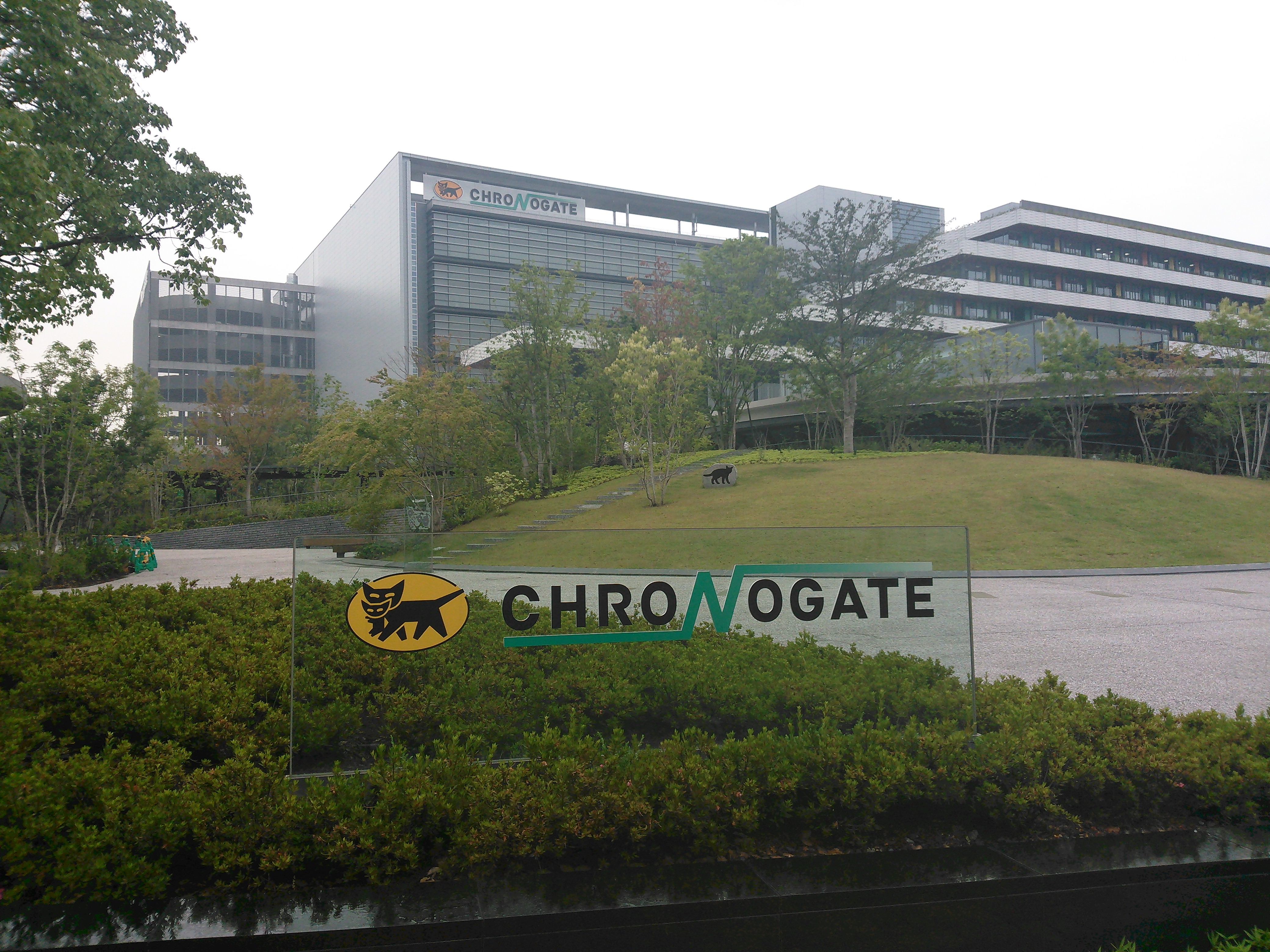
Terminal logistyczny otwarty w 2013 roku
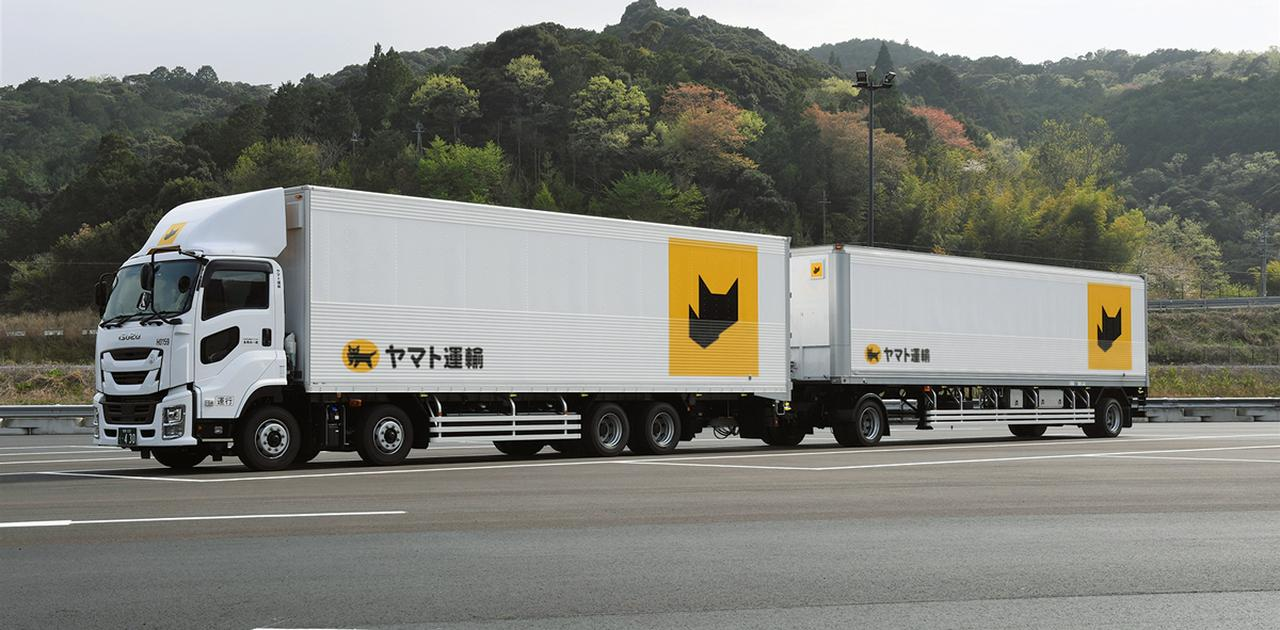
Ciężarówka Yamato Transport